# Queyrac
Queyrac är en kommun i departementet Gironde i regionen Nouvelle-Aquitaine i sydvästra Frankrike. Kommunen ligger i kantonen Lesparre-Médoc som tillhör arrondissementet Lesparre-Médoc. År 2022 hade Queyrac 1 357 invånare.

## Befolkningsutveckling
Antalet invånare i kommunen Queyrac
Referens:INSEE